# Snottiet

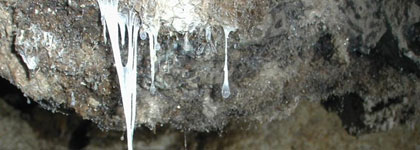
Snottieten in Cueva de Villa Luz in Mexico

Snottieten zijn kolonies van eencellige extremofiele bacteriën die in slijmerige draden aan de muren en plafonds van grotten hangen. Ze lijken op stalactieten, maar hebben een slijmerige in plaats van vaste consistentie. De term "snottiet" is bedacht door grotonderzoeker Jim Pisarowicz.
Deze bacteriën halen hun energie uit de chemosynthese van vulkanische zwavelverbindingen als H2S met warmwateroplossingen die in de grotten naar beneden komen. Zo produceren ze zwavelzuur. De uitgescheiden afvalstoffen van snottieten zijn dan ook erg zuur, met een pH van bijna 0.
Omdat de snottiet uit zwavelzuur bestaat kan het ook gemakkelijk door een mens heen branden.
In 2011 deden Diana Northup en Penny Boston onderzoek naar snottieten in de grot Cueva de Villa Luz in Tabasco, Mexico. Deze grot is gevuld met giftige zwaveldampen.
Snottieten kwamen ook aan de orde in de BBC-serie Wonders of the Solar System, waarin werd gefilosofeerd over gelijkaardige levensvormen op Mars. Omdat snottieten zowel extremofiel zijn als onder de grond verborgen zitten, zouden de Marsmissies ze onmogelijk ontdekt kunnen hebben.